# Zespół skrzelowo-uszno-nerkowy

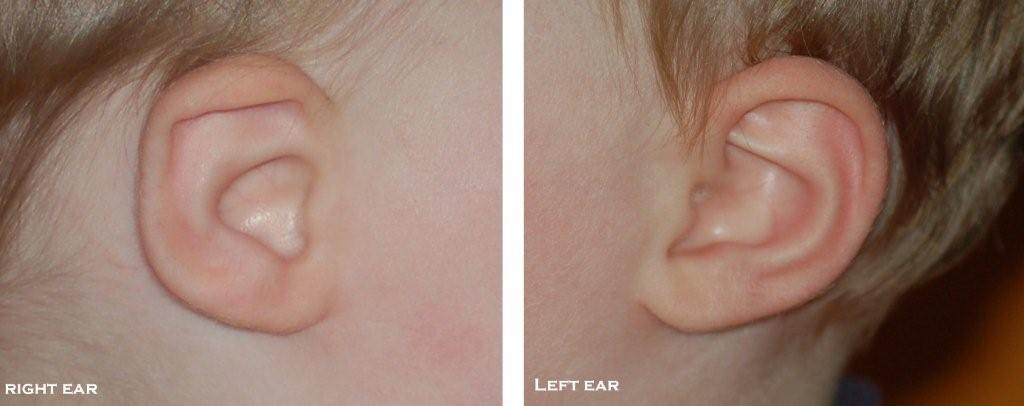
13-miesięczny chłopiec z objawami zespołu BOR. Lewe ucho prawidłowo rozwinięte; w obrębie prawego ucha: atrezja przewodu słuchowego oraz nieprawidłowo rozwinięta małżowina uszna.

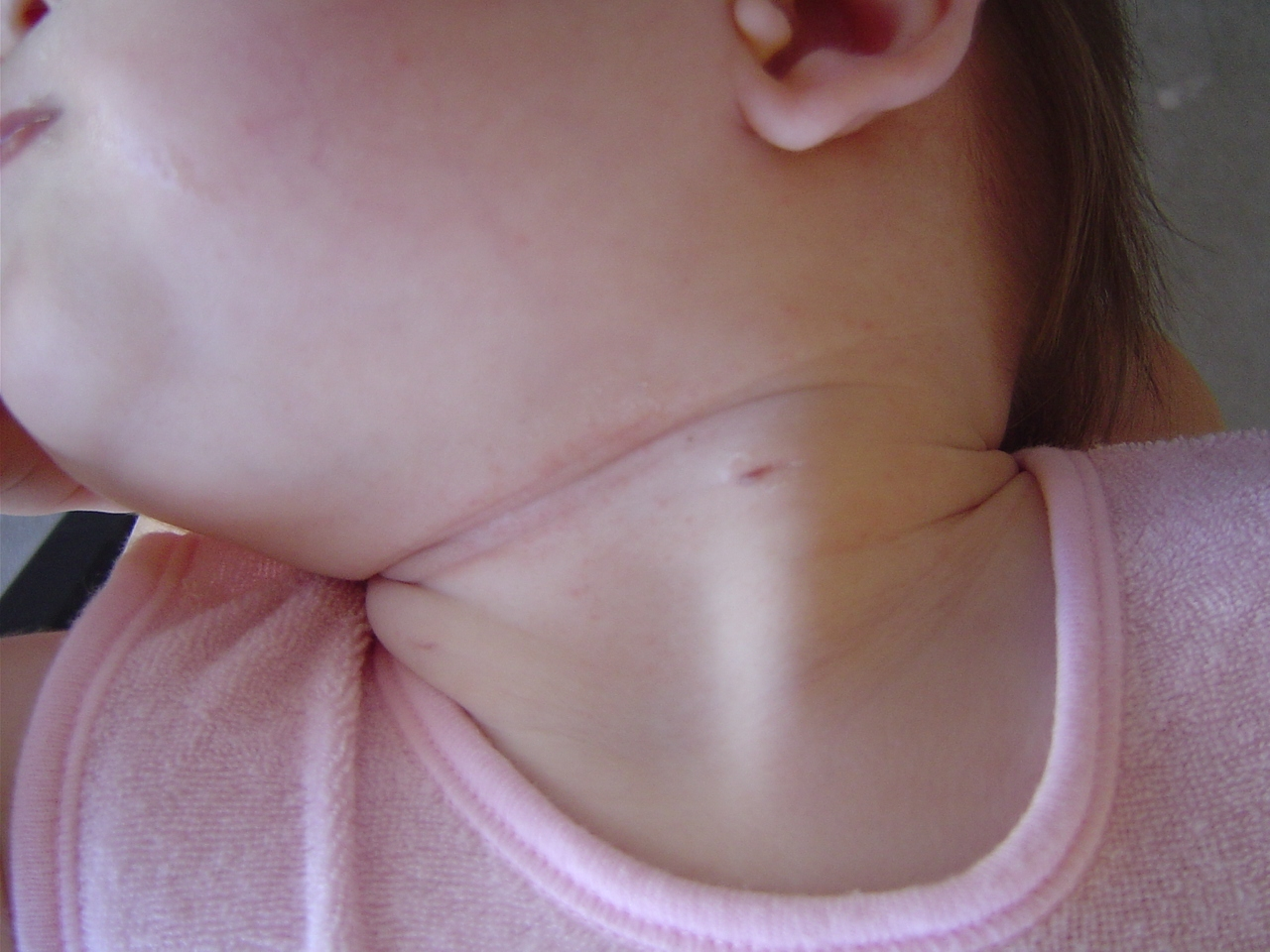
Dziewczynka z zespołem BOR, obustronna przetoka szyjna

Zespół skrzelowo-uszno-nerkowy (zespół BOR, ang. branchio-oto-renal syndrome, zespół oskrzelowo-uszno-nerkowy, zespół Melnicka-Frasera; OMIM #113650) – dziedziczna autosomalnie dominująco choroba obejmująca nerki, uszy i szyję. Choroba została zdefiniowana po raz pierwszy w 1975 roku, choć pierwsze opisy zespołu objawów związanych z BOR pojawiły się już w połowie XIX wieku. W zależności od objawów choroba ta jest zwykle wykrywana tuż po urodzeniu lub w okresie dzieciństwa (zdarzają się jednak przypadki znacznie późniejszego wykrycia). Do niedawna w europejskiej nefrologii klasyfikowano wiele przypadków zespołu BOR jako zespół Alporta.

## Historia
Choroba została po raz pierwszy dokładnie opisana w 1975 przez M. Melnicka, a w 1978 przez F. C. Frasera. Po raz pierwszy jednak zbliżone objawy opisał w 1878 Paget.

## Genetyka
Choroba występuje z częstością 1:40 000 żywych urodzeń. Przyczyna genetyczna została potwierdzona tylko w niespełna 50% przypadków (wynika to jednak głównie z przyczyn technicznych, w szczególności w wypadku dużych delecji). Są nią mutacje w genach regulatorowych:
- EYA1 (zlokalizowany na chromosomie 8, [8q13.3]), ponad 100 typów mutacji odpowiedzialnych za BOR, mutacje są podzielone na trzy główne grupy (izoforma A, B i C) (wykryto u 38–40,5% chorych),
- SIX1 (zlokalizowany na chromosomie 14, [14q23.1]), przynajmniej cztery typy mutacji odpowiedzialne za BOR (wykryto u 5% chorych),
- SIX5 (zlokalizowany na chromosomie 19, [19q13.32]), przynajmniej cztery typy mutacji odpowiedzialne za BOR (wykryto u ponad 1% chorych).

W wypadku genów EYA1 i SIX1 niektóre mutacje wywołują objawy zespołu skrzelowo-usznego (BO lub BOS). Z powodu podobnych mutacji i nakładających się w wielu przypadkach objawów wielu badaczy uznaje oba te zespoły za przejaw zespołu BOR/BO. Do tej pory nie wiadomo, dlaczego niektóre mutacje w tych genach wywołują objawy nerkowe, a inne nie.
W ponad 90% przypadków choroby (w których wykryto mutacje) mutacja jest dziedziczona, w pozostałych jest to mutacja de novo. Penetracja tych mutacji wynosi ponad 90%. Zmiany fenotypowe są jednak różnie nasilone i zwykle występują tylko dwa lub trzy objawy główne.
W zależności od genu, którego zmutowana forma wywołuje objawy, dzieli się czasem zespół BOR lub BOR/BO(S) na trzy typy:
- BOR1 (EYA1) (lub BOS1),
- BOR2 (SIX5),
- BOR3 (SIX1) (w tym przypadku znacznie częściej mówi się jednak o BOS3).

## Diagnostyka
Obejmuje:
- wygląd twarzy, uszu i ich okolic,
- wygląd szyi, USG szyi,
- wygląd jamy ustnej (głównie podniebienia),
- badanie funkcji i budowy nerek: (skład i ilość moczu, USG nerek) tomografia komputerowa,
- badania słuchu,
- badanie genetyczne.

## Objawy

### Objawy urologiczne
- jedno- lub dwustronna hipodysplazja, hipoplazja lub rzadziej aplazja (lub agenezja) nerek (z następową niewydolnością nerek w ok. 6% przypadków, czasem prowadzi nawet do ESRD); Może występować nerka rozdwojona; czasem występuje wtórne wodonercze. 69% chorych wykazuje nieprawidłową budowę nerek, u 15% wpływają one na ich funkcje. W badaniu USG kora nerki jest zwykle hyperechogeniczna.
  - w badaniu histologicznym: zeszkliwienie kłębuszka nerkowego, proliferacja mezangium, rozwarstwienie błony podstawnej;
- zaburzenia budowy moczowodu (gł. rozdwojony moczowód).

### Inne objawy

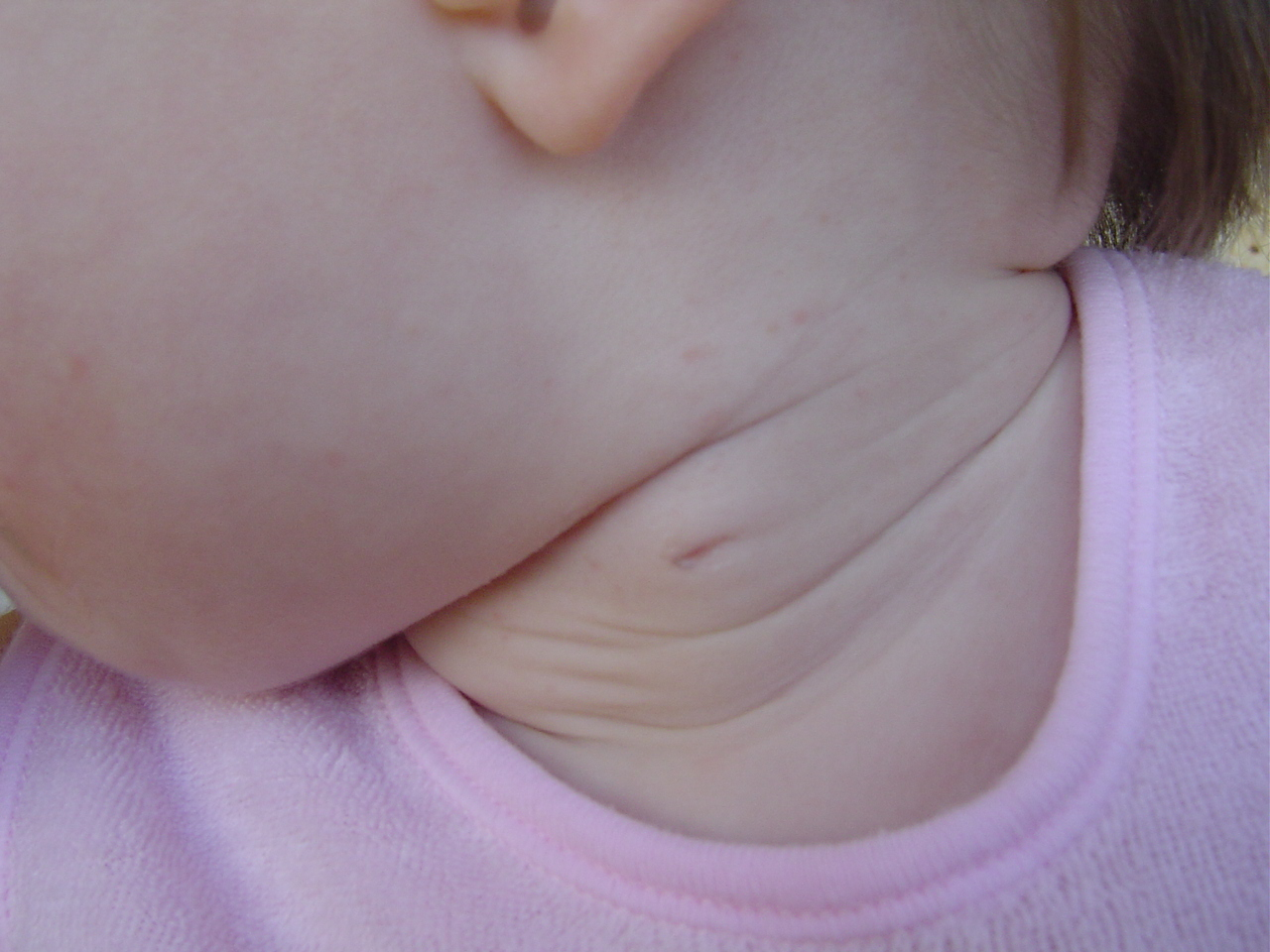
Przetoka szyjna

- zaburzenia w budowie małżowin usznych (małżowiny w kształcie kielicha, brak małżowin; 39% chorych),
- występowanie dołków przedusznych lub zausznych akrochordonów (82% chorych),
- stenozy lub atrezje przewodu słuchowego,
- zaburzenia w budowie ucha środkowego (zwykle unieruchomione strzemiączko),
- zaburzenia w budowie ucha wewnętrznego (przerost ślimaka lub kanałów półkolistych, dysplazja Mondiniego),
- głuchota o różnym nasileniu (93% chorych; może być to głuchota przewodzeniowa, odbiorcza lub mieszana; 2% dzieci z głęboką głuchotą cierpi na zespół BOR, BOR jest drugą najczęstszą autosomalnie dominująco dziedziczoną przyczyną niedosłuchu/głuchoty u dzieci po zespole Waardenburga);
- cysty lub przetoki po bokach szyi (w miejscach związanych z przebiegiem embrionalnych łuków gardłowych; przetoki występują u 49% chorych; cysty lub przetoki u 60%);
- stenozy lub atrezje przewodu łzowego,
- obniżona masa ciała i asteniczny wygląd,
- długa, pociągła lub asymetryczna twarz,
- małe i wąskie podniebienie,
- rozszczepienie podniebienia,
- rozdwojenie języczka,
- wyraźnie nieprawidłowy zgryz;

objawy pojawiające się rzadko:
- występowanie tkanek ślinianki w przewodzie usznym,
- krótkowzroczność,
- porażenie mięśni twarzy.

### Kryteria
Aby można było zdiagnozować chorobę, chory musi spełniać:
- przynajmniej trzy duże kryteria,
- dwa duże i przynajmniej dwa małe,
- jedno duże kryterium i mieć przynajmniej jednego krewnego pierwszego stopnia spełniającego kryteria BOR.

#### Zestaw kryteriów
1) Pierwszorzędowe
A) Duże:
- głuchota,
- dołeczki przeduszne,
- zaburzenia budowy/funkcji nerek,
- zaburzenia rozwojowe związane z łukiem gardłowym (głównie cysty i przetoki).

B) Małe:
- zaburzenia budowy ucha zewnętrznego,
- zaburzenia budowy ucha środkowego,
- zaburzenia budowy ucha wewnętrznego,
- zauszne akrochordony,
- inne (zaburzenia budowy podniebienia, asymetria twarzy itd.).

2) Drugorzędowe (obejmują zaburzenia niecharakterystyczne)

## Różnicowanie
W diagnostyce różnicowej należy uwzględnić inne rzadkie choroby genetyczne:
- zespół skrzelowo-uszny (BO lub BOS) – brak objawów nerkowych,
- zespół skrzelowo-uszno-moczowowdowy (BOU) – objawy nerkowe ograniczone do rozdwojenia miedniczki nerkowej lub rozdwojonego moczowodu,
- zespół skrzelowo-oczno-twarzowy (BOSF),
- zespół uszno-twarzowo-szyjny (OFC),
- zespół Townesa-Brocksa (TBS, REAR).

## Leczenie

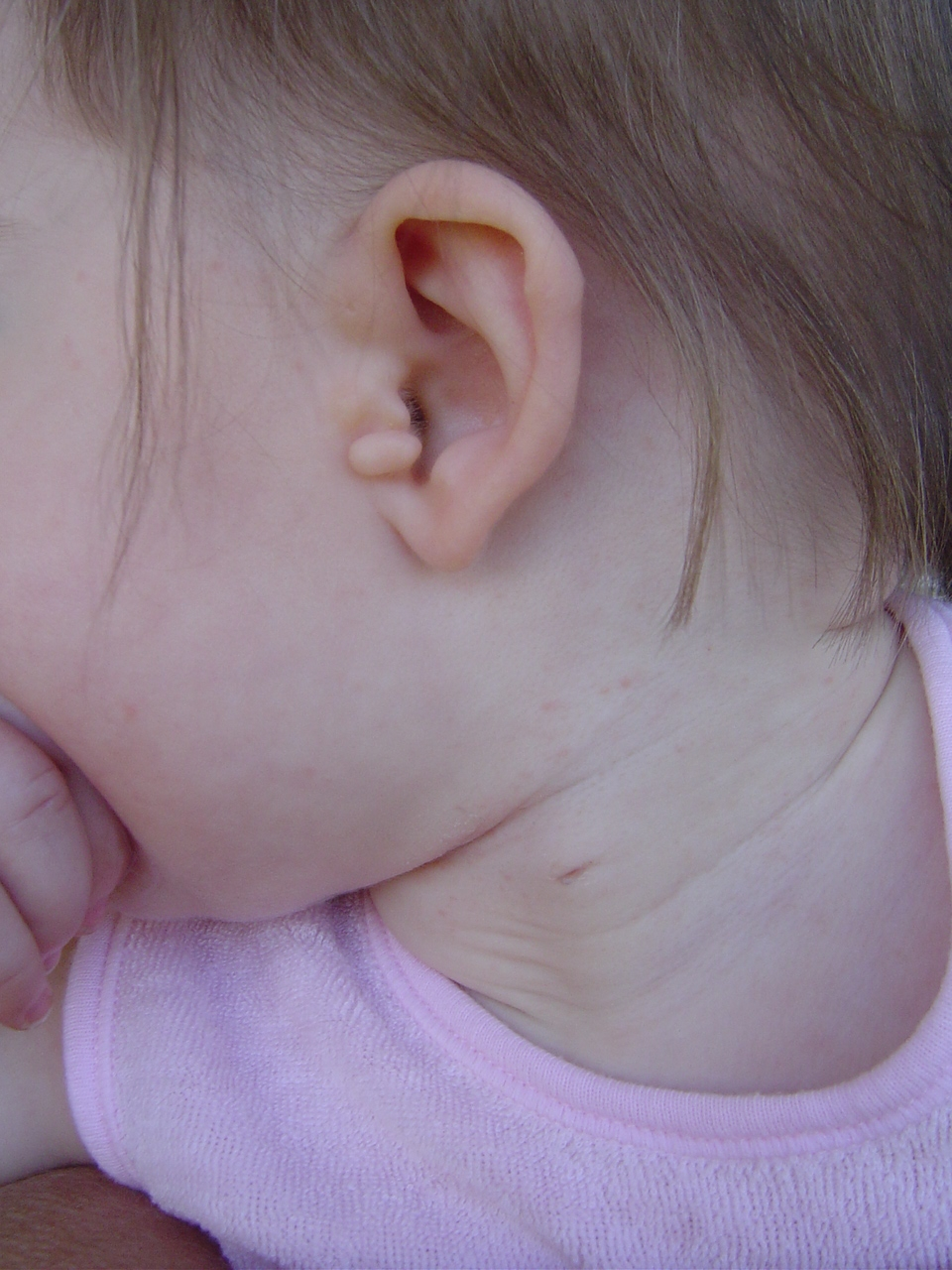
Ucho zewnętrzne i jego okolica przed operacją plastyczną

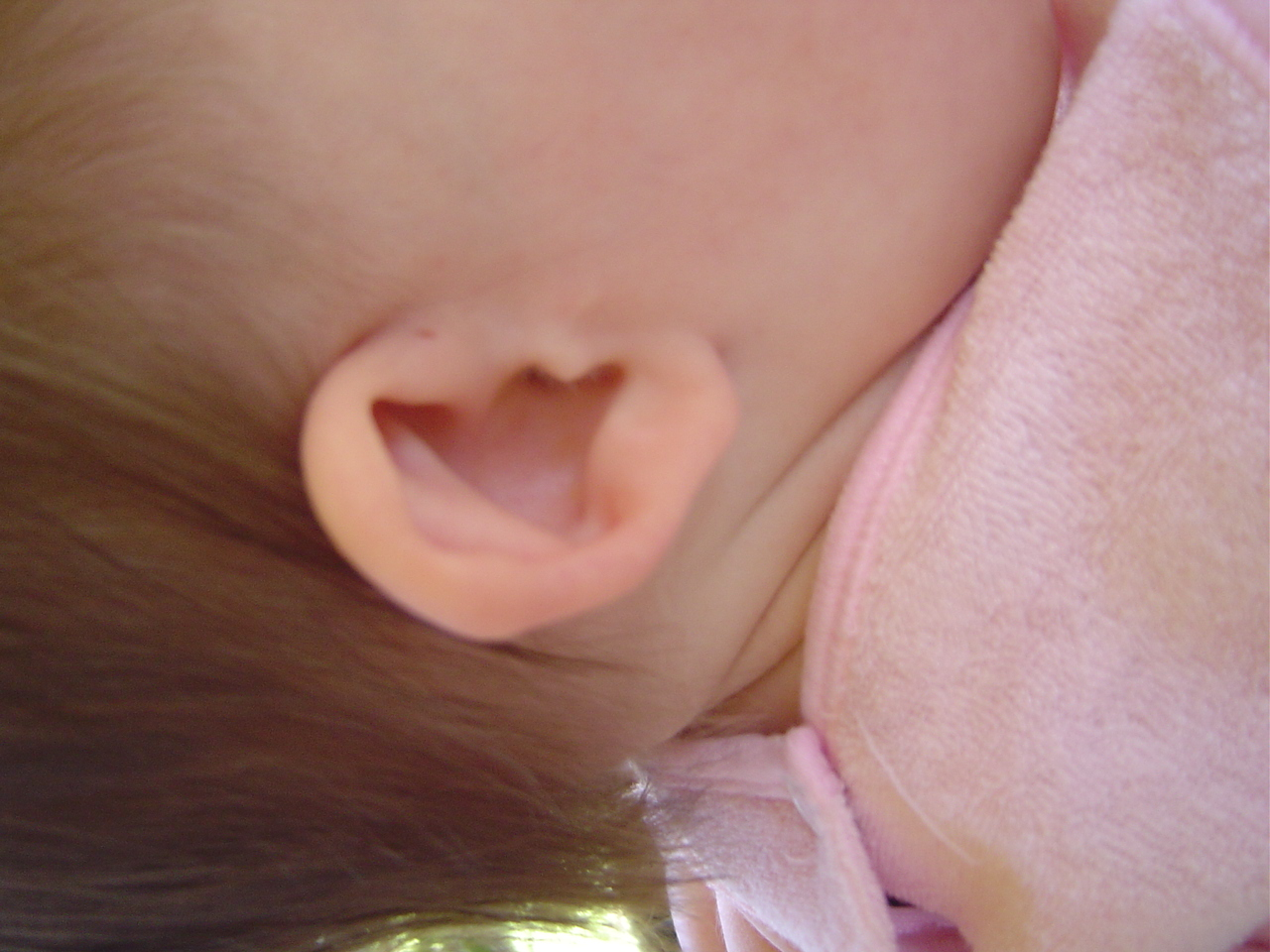
Ta sama pacjentka po operacji

Leczenie w zespole BOR koncentruje się na kilku głównych problemach:
- operacyjne leczenie cyst i przetok szyi (możliwość infekcji; szczególnie w przypadku przetok);
- leczenie dysfunkcji nerek:
  - leczenie chirurgiczne (w razie anomalii układu odprowadzającego mocz),
  - leczenie nerkozastępcze (w tym: dializa, przeszczepienie nerki), obserwacja parametrów nerkowych;
- leczenie lub rehabilitacja głuchoty:
  - aparaty słuchowe,
  - czasem operacyjne (w wypadku zwężeń lub braku przewodu słuchowego), przy zachowaniu struktur ucha środkowego i wewnętrznego, w anomaliach ślimaka należy rozważyć wszczepienie implantu,
- chirurgiczne leczenie anomalii małżowiny usznej.